# Kings Walden
Kings Walden is een civil parish in het bestuurlijke gebied North Hertfordshire, in het Engelse graafschap Hertfordshire met 1015 inwoners.